# Eşme (district)
Eşme is een Turks district in de provincie Uşak en telt 36.732 inwoners (2007). Het district heeft een oppervlakte van 1.361,91 km². Hoofdplaats is Eşme.
De bevolkingsontwikkeling van het district is weergegeven in onderstaande tabel.
| 1997   | 2000   | 2007   |
| ------ | ------ | ------ |
| 42.628 | 38.869 | 36.732 |

## Plaatsen in het district
Ağabey • Akçaköy • Alahabalı • Araplar • Armutlu • Aydınlı • Balabancı • Bekişli • Bozlar • Caberler • Camili • Cemalçavuş • Cevizli • Çalıkhasan • Çaykışla • Davutlar • Delibaşlı • Dereköy • Dereli • Devrişli • Emirli • Eşmeli • Eşmetaş • Gökçukur • Güllübağ • Güneyköy • Günyaka • Hamamdere • Hardallı • İsalar • Kandemirler • Karaahmetli • Karabacaklı • Karacaömerli • Katrancılar • Kayalı • Kayapınar • Kazaklar • Keklikli • Kıranköy • Kocabey • Kolankaya • Konak • Köseler • Köylüoğlu • Manavlı • Narıncalı • Narlı • Oymalı • Poslu • Saraycık • Şehitli • Takmak • Uluyayla • Yaylaköy • Yeniköy • Yeşilkavak